# 蔡時
蔡時（？年—1539年），字純中，號南石，浙江新昌縣（今紹興市新城縣）人，江西籍。明朝政治人物，正德甲戌進士。

## 生平
正德九年（1514年）甲戌科三甲進士。正德十年（1515年）任湖廣麻城縣知縣。晉大理寺評事。正德十九年（1519年）三月，與群臣諫阻明武宗南巡，下錦衣獄，被廷杖，謫南京都察院照磨。
世宗登極，召復原官。不久，陞大理寺左寺副。擢浙江按察司僉事，提督兩浙及蘇松等處屯田水利事。尋以病歸。家居數年，杜門著述。嘉靖十八年（1539年），毛伯温征安南，欲起用之，命方下而卒。